# Sperosoma
Sperosoma is een geslacht van zee-egels uit de familie Echinothuriidae.

## Soorten
- Sperosoma antillense Mortensen, 1934
- Sperosoma armatum Koehler, 1927
- Sperosoma biseriatum Döderlein, 1901
- Sperosoma crassispinum Mortensen, 1934
- Sperosoma durum Döderlein, 1905
- Sperosoma giganteum A. Agassiz & H.L. Clark, 1907
- Sperosoma grimaldii Koehler, 1897
- Sperosoma nudum Shigei, 1977
- Sperosoma obscurum A. Agassiz & H.L. Clark, 1907
- Sperosoma quincunciale de Meijere, 1904
- Sperosoma tristichum Mortensen, 1934